# Salle Badr
 (mars 2025).
La Salle Badr (en arabe : قاعة بدر) est une salle de basket-ball, dotée d'une capacité de 1 500 places située à Tanger.
Elle accueille chaque année les matchs de l'équipe de basket-ball de l'Ittihad Tanger.

## Note et référence
1. ↑  worldstadiums.com